# Los Ancares

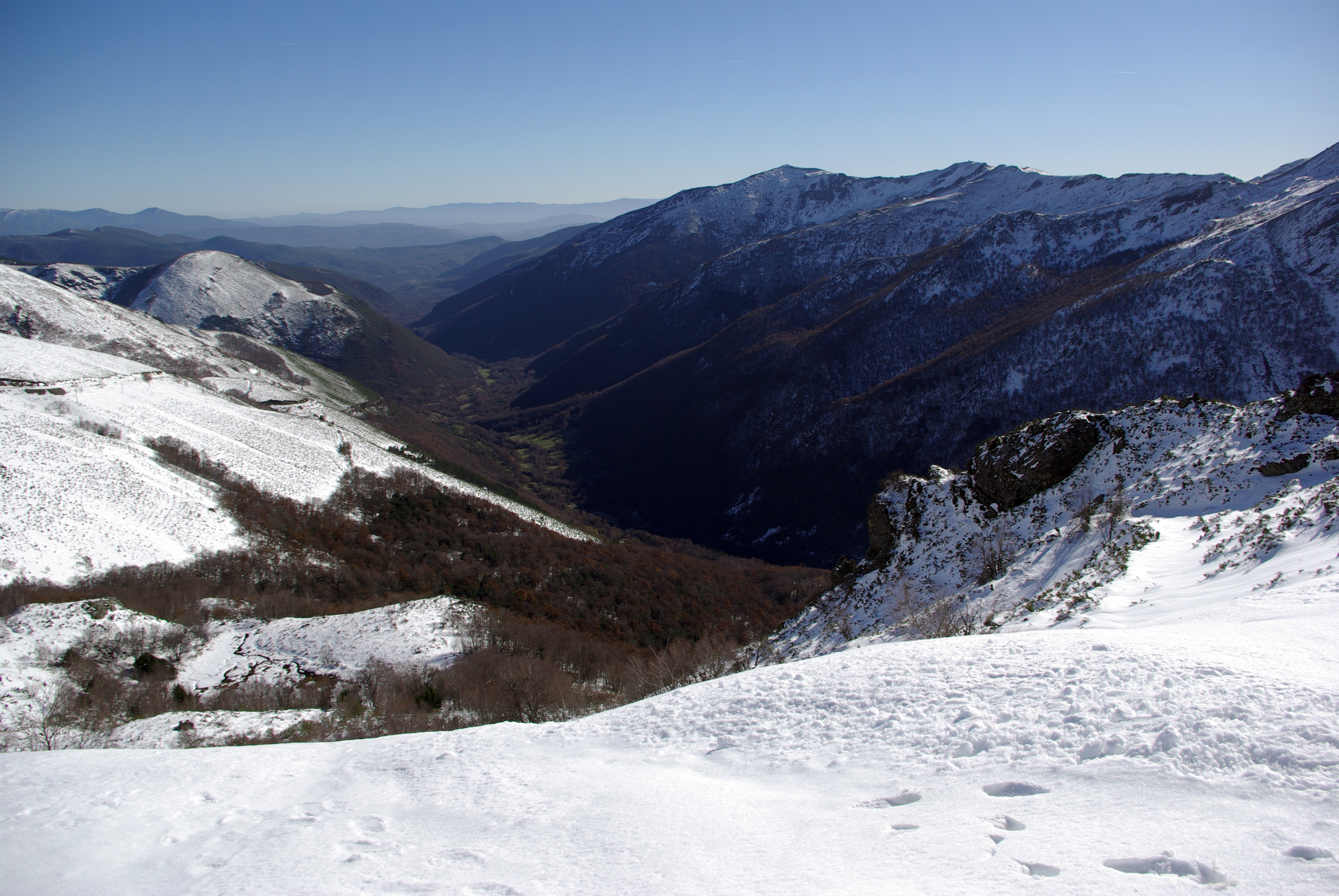
Valle de Ancares

El Valle de Ancares es una comarca tradicional de España situada en el extremo noroccidental de la provincia de León, en la comunidad autónoma de Castilla y León, que coincide con el término municipal de Valle de Ancares —denominado Candín hasta agosto de 2023— (actualmente parte de la comarca del Bierzo), y que en la segunda mitad del siglo XX dio nombre a un territorio más amplio denominado Los Ancares, cuya versión más laxa y amplia comprende otras partes del Bierzo en León, desde Navia de Suarna hasta Piedrafita del Cebrero en el oriente de Lugo (Galicia), y parte de Ibias al suroeste de Asturias.
Es una zona montañosa, de difícil acceso hasta finales del siglo XX, que ha mantenido unas costumbres, arquitectura y hablas propias. Se halla entre dos cuencas, la del Sil y la del Navia, separadas por la sierra de Ancares entre los puertos de Ancares (1670 m s. n. m.) al norte y Portelo (1068 m s. n. m.) al sur.

## Etimología
El especialista en toponimia Nicandro Ares interpretó «Ancares» con un significado de «angulares», relacionado con el apelativo «anco», definido en el diccionario gallego como codo, recodo, cosa encorvada, derivado a su vez de la raíz indoeuropea *ank- 'doblar, curvar', etimología también propuesta por Edelmiro Bascuas.
El estudioso Narciso Peinado Gómez, citando al historiador Antonio López Ferreiro y al catedrático de Paleografía Agustín Millares Carlo, propone que «Ancares» proviene de «Antares» en referencia a la fortaleza de Santa María de Antares que se levanta en el valle de Valcarce, próximo al valle de Balboa (León), por trasformación de la «t» en «c». Hace referencia el mismo autor a los «enanciados» de Ramón Menéndez Pidal que hablaban dos lenguas —romance y árabe— y que daban lugar a ciertas anomalías fonéticas.
Otra posibilidad, defendida por Jesús García y Joaquín Rodríguez Campos, es que el vocablo —documentado desde la Alta Edad Media— provenga de ancón con el significado grecolatino de «esquina», pero más plausible, dicen, es que provenga del latín ancarius con el significado de «asno» o «mula», «animal de carga», lo que apoyan con otros topónimos galaicoasturianos de la zona con el mismo significado, como «asinarios».
Francisco Pérez Caramés apuntó que podría proceder de la raíz precéltica car «peña», con el prefijo en en su segunda acepción que significa «semejante a».

## Geografía

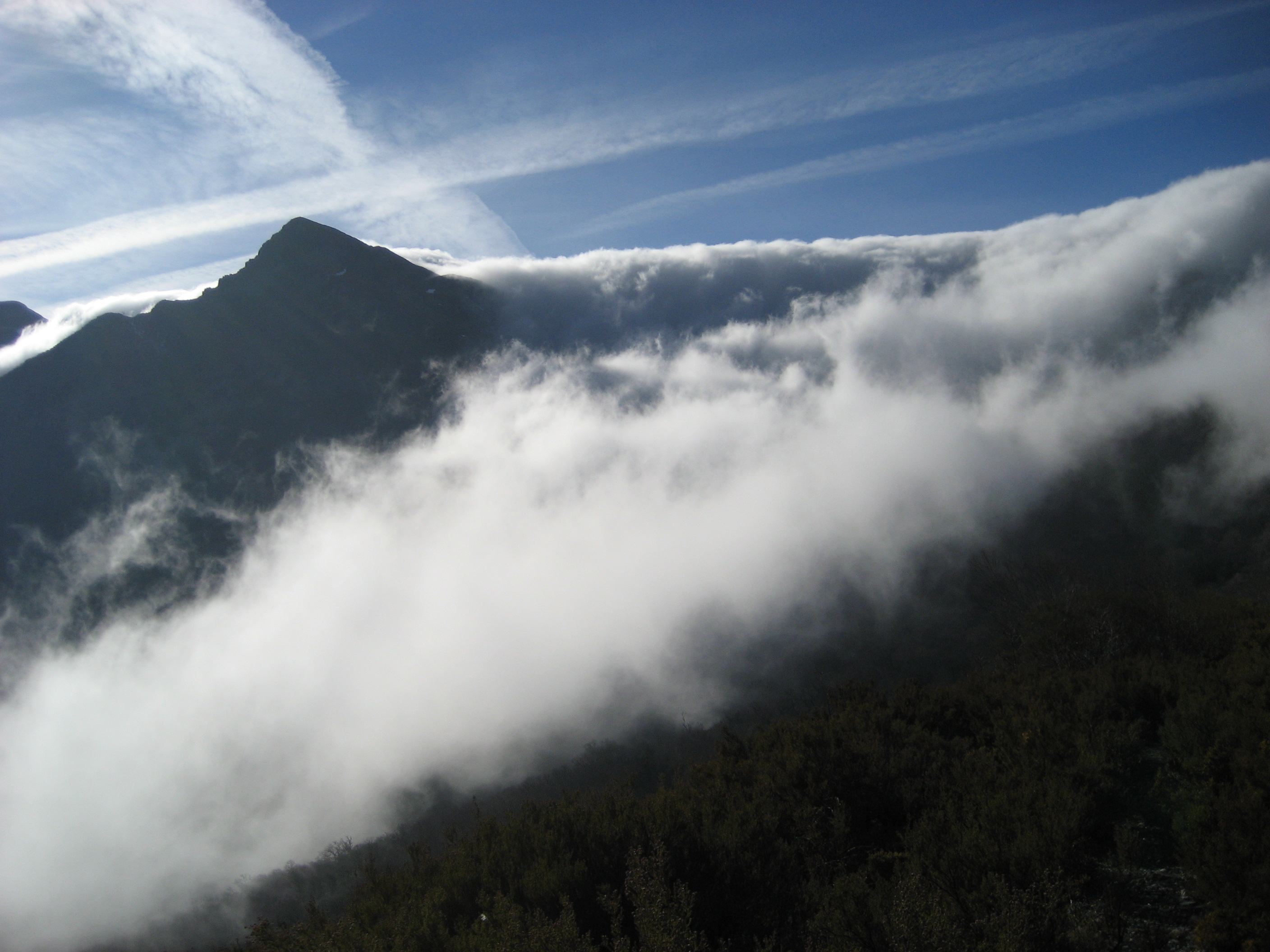
Puerto de Ancares cubierto con las nubes procedentes del Cantábrico

La estribación de la cordillera Cantábrica denominada sierra de Ancares es un sistema geomorfológico donde se unen las provincias de León y Lugo. Se extiende, de sur a norte, desde Peña Rubia en el extremo suroccidental, que la separa del valle del Balboa en León y del de Noceda en Lugo, hasta el puerto de Ancares, que linda con la sierra del Mingatón al norte y desde donde se abre hacia el sureste el valle de Ancares, por el que transcurre el río que ha dado nombre a la región.
El valle de Ancares, fruto de la erosión glaciar y fluvial, se encuentra rodeado de montañas de elevada altitud media (Pico Cuiña 1987 m s. n. m.) y pendientes pronunciadas y está situado al noroeste del Bierzo. El río principal es el Ancares, afluente del río Cúa en la cuenca del Sil. Nace de la unión de los ríos Cuiña y de la Vega al sur de Candín. Tiene como afluentes los ríos Miravalles y Seco, y los arroyos del Penedón, de Baliñas y de la Cruz. El valle se cierra en el extremo sur del término municipal de Candín coincidiendo con el límite meridional de la comarca tradicional de Ancares. Tras este desfiladero, el valle vuelve a abrirse en San Martín de Moreda y después el río desemboca en el Cúa en el término de San Pedro de Olleros.
Al norte de la sierra de Mingatón, hacia Asturias, se abre el valle del río Ibias con las sierras de Borde, Pandelo y Valcarce, y las de Muniellos, que lo separa del río Narcea, y Barreiro que lo separa del Navia.
Al sur de la sierra de Barreiro se extiende la cuenca del Navia con pequeñas sierras como las de Linares, Murias o Granda de Arrojo, hasta llegar al municipio de Piedrafita del Cebrero, que hace de transición entre Los Ancares y la sierra del Caurel.
Continuando desde el puerto de Piedrafita hacia el este se encuentra el valle del Valcarce, afluente del Burbia, con los valles del Balboa por la margen izquierda y Barjas por la derecha. Hacia el norte, el valle del Burbia linda con el de Ancares, y más al norte se abre el Valle de Fornela, comarca tradicional leonesa, cabecera del río Cúa. Al oeste de este valle se encuentran en el valle del Sil las comarcas tradicionales de Rivas del Sil y Laciana, que forman el «Alto Sil».
La parte leonesa de Los Ancares, además del valle del río Ancares, incluye los valles de Fornela, del Burbia y del Tejeira, y ocupa una superficie de algo más de 62 000 ha. La parte gallega se articula alrededor de los pueblos de Cervantes y Navia de Suarna y dependiendo de la superficie que se sume las hectáreas pueden variar. Así, teniendo en cuenta los datos de ICONA de 1977-1980 Los Ancares de Lugo ocuparían casi 13 000; y si se toma en cuenta el área ocupada en 2008 por el parque natural de Los Ancares, cubrirían casi 26 000 ha repartidas entre los municipios de Cervantes y Navia de Suarna. Si se contabilizan los municipios que conforman la comarca gallega de Los Ancares, de creación reciente, esta cifra puede llegar a las 105 000 ha. Está drenada por los afluentes por la margen derecha del río Navia, cuyas fuentes se encuentran en la sierra de Ancares. La parte asturiana comprende únicamente el valle del río Ibias o Pelliceira, unas 1000 ha.

## Flora y fauna

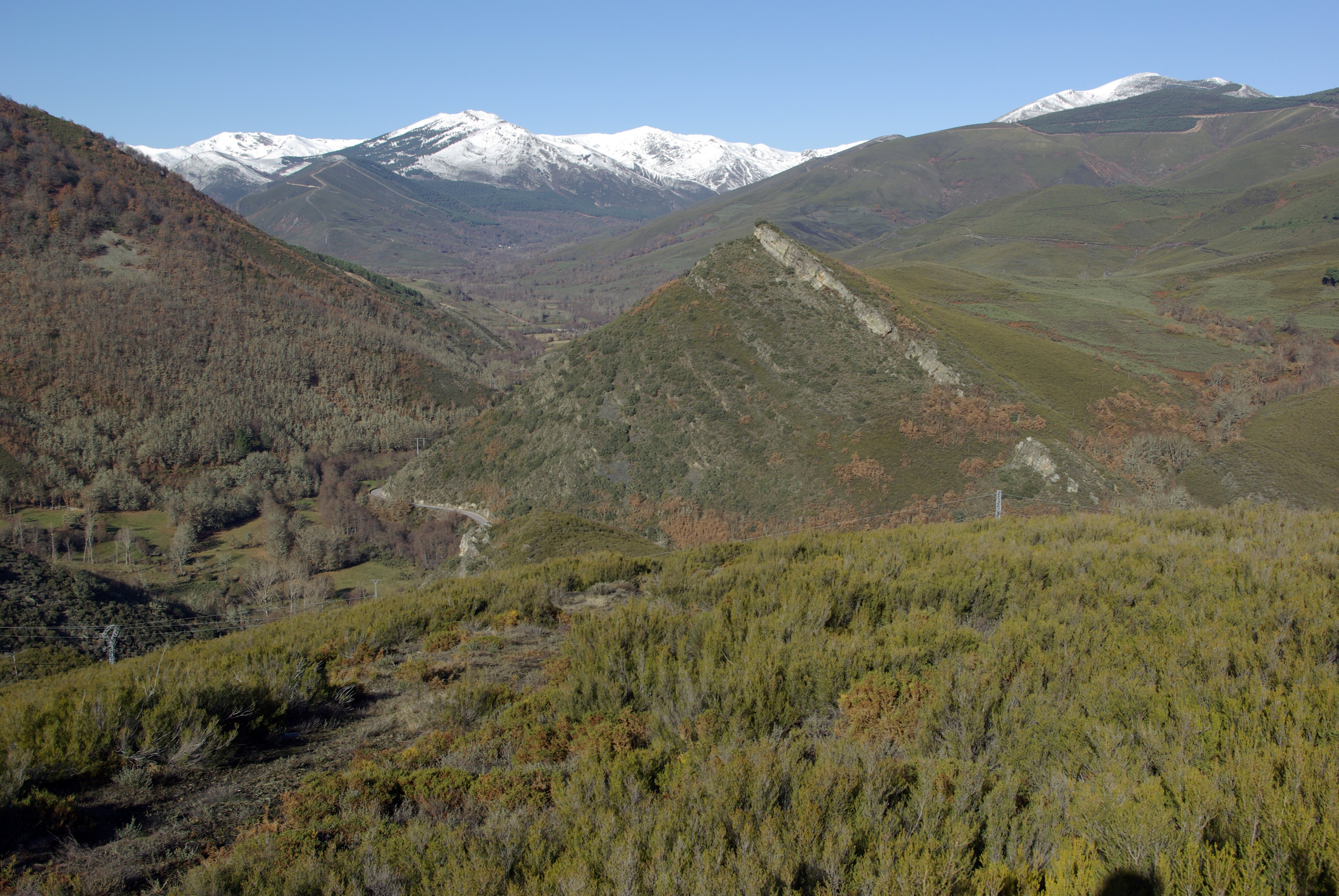
Mosaico de hábitats en Los Ancares: en primer término brezales secos europeos; a la izquierda robledal y debajo prados de siega; en el centro encinar y roquedos silíceos; por la derecha un bosque de galería asociado al río; y en el fondo, cumbres nevadas con enebros y praderías de alta montaña

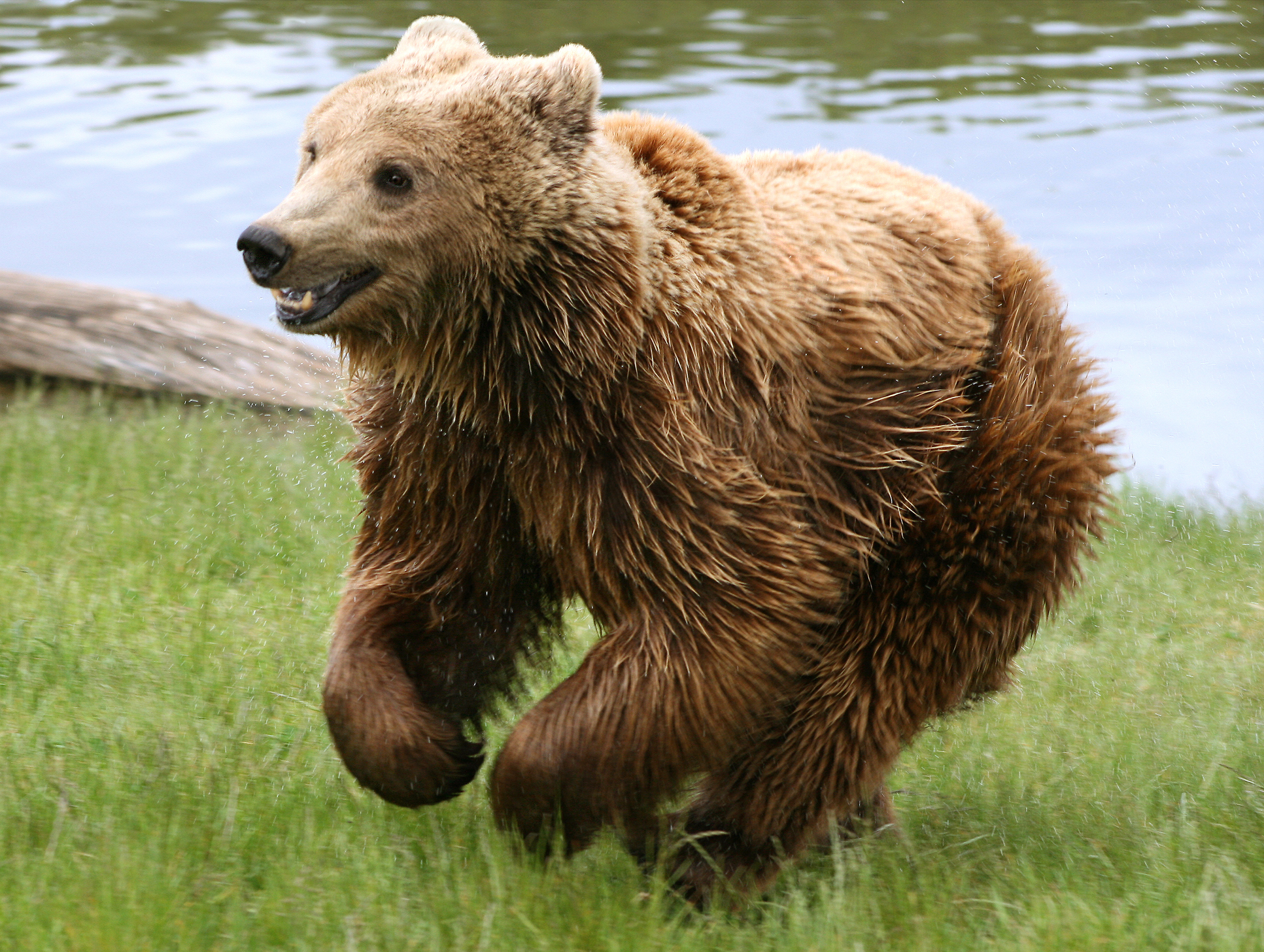
Oso pardo

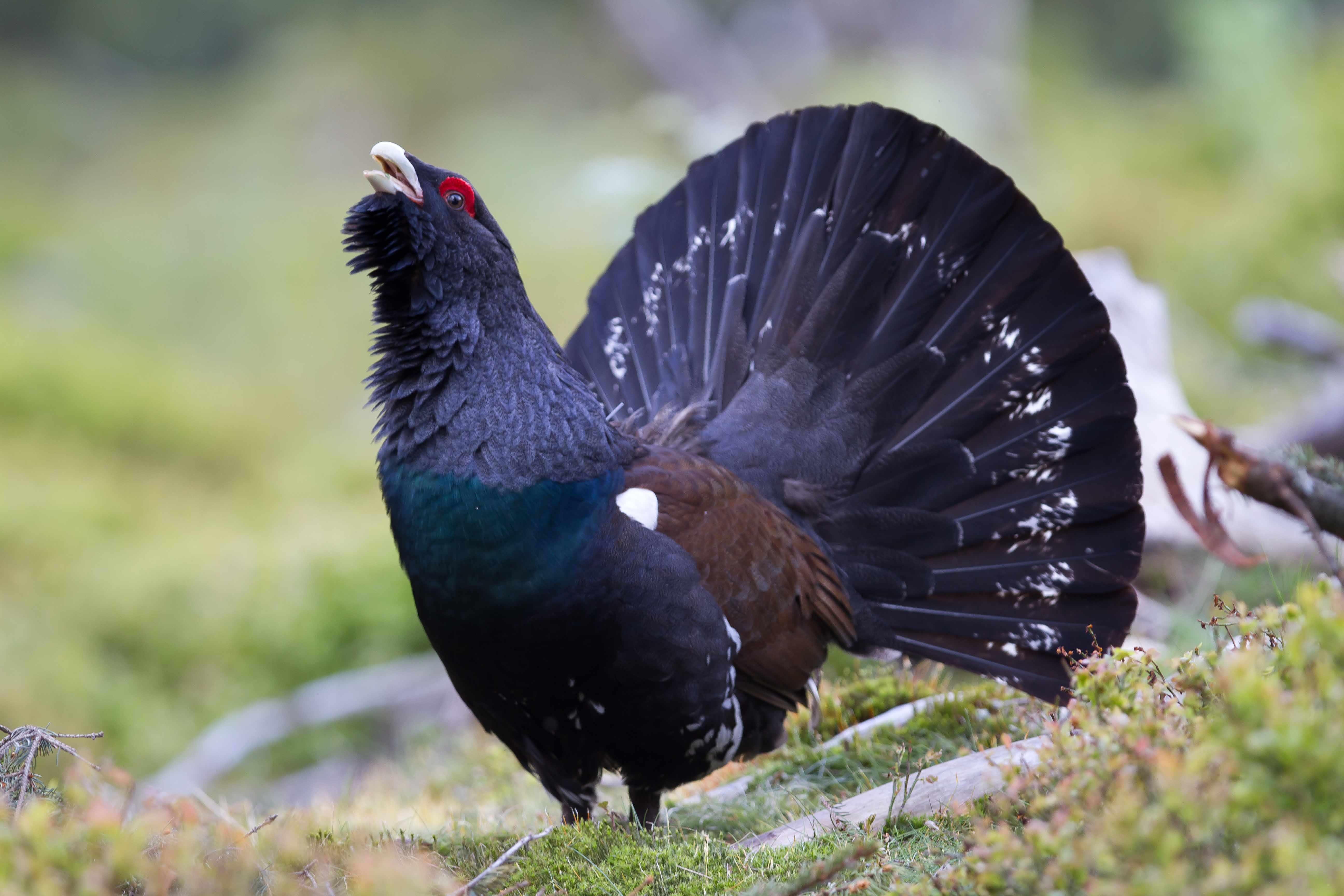
Urogallo

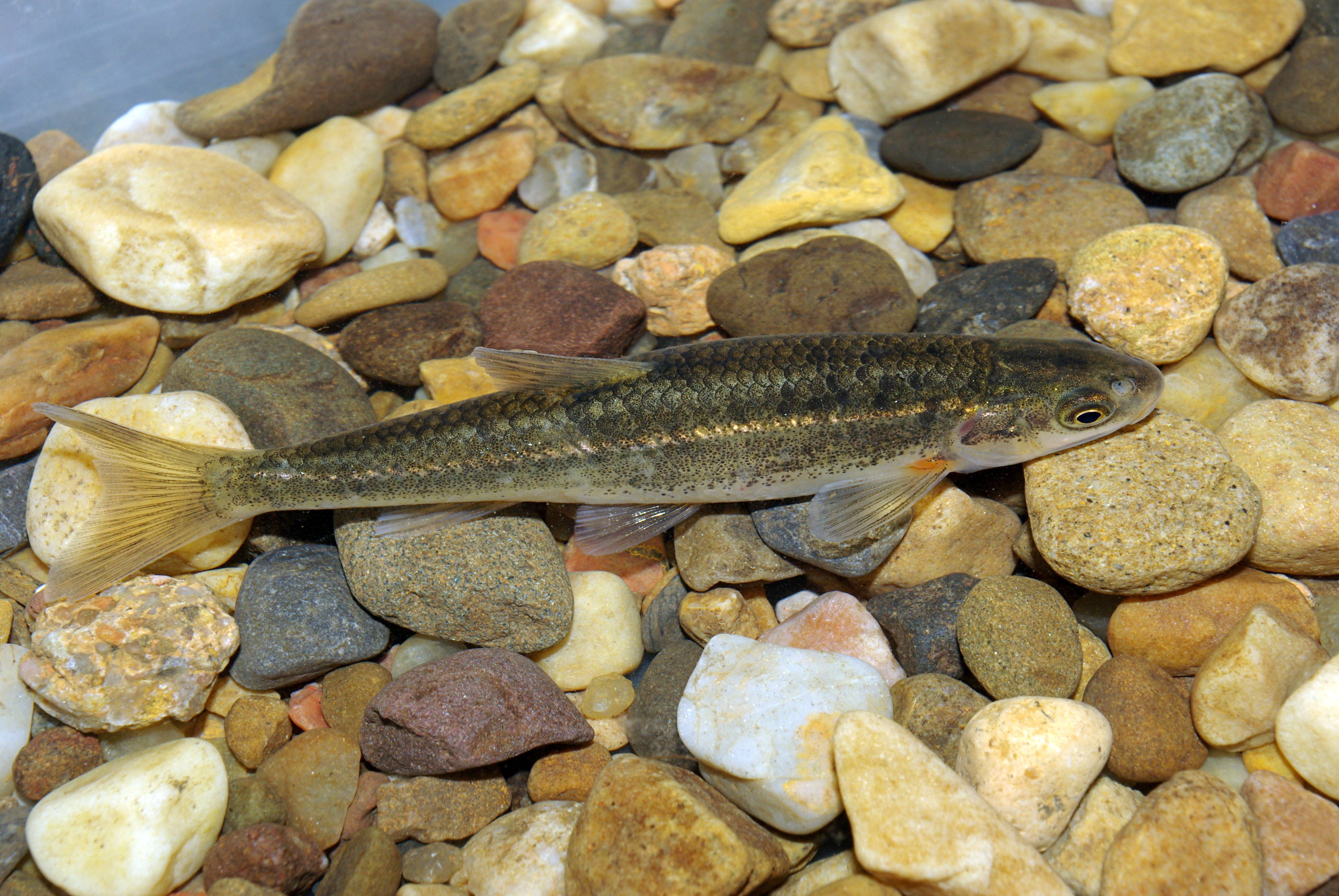
Bermejuela

Casi toda la superficie de Los Ancares, entendidos en su forma más amplia, pertenecen a la región biogeográfica Eurosiberiana y una pequeña parte a la Mediterránea.
El hábitat presente más frecuente y de mayor extensión es el formado por los matorrales asociados a las prácticas del uso del fuego para la creación de pastos, prácticas en desuso desde principios del siglo XXI. Entre estos matorrales, los brezales secos europeos —brezales iberoatlánticos de Erica, Ulex y Cistus— ocupan más de la mitad de las zonas protegidas de Los Ancares en León y Lugo. Son matorrales que alcanzan a extenderse hasta los 1900 m s. n. m. en suelos sin carbonatos y que han sustituido a los melojares, rebollares, hayedos, pinares y otras masas forestales. Lo forman arbustos de talla media o baja frecuentemente densas con especies de brezo como Erica australis, E. lusitanica, E. arborea, E. umbellata, E. scoparia y piornos, como Genista tridentata subsp. tridentata. En zonas de mayor continentalidad, hacia el SE, pueden aparecer especies de jaras de los géneros Halimiun y Cistus, como H. ocymoides, H. umbellatum, H. lasianthum, C. populifolius o C. x laxus.
En espacios menos castigados por el fuego, ya fuera por ser más inaccesibles, por encontrarse en zonas más húmedas o por tener un valor económico directo, se han mantenido robledales de rebollo y melojo, y castañares como masas boscosas predominantes. Se trata de manchas boscosas sobre sustratos ácidos que alcanzan los 1600 m de altitud y en las que además de  robles y castaños se pueden encontrar otras plantas de porte arbóreo como arces, fresnos, arraclanes y perales silvestres.
Estos dos hábitats —matorral y bosques— ocupan el 85% de la superficie protegida en Los Ancares.
Otros hábitats de importancia, aunque poco extensos, son las laderas rocosas silíceas con vegetación casmofítica, los roquedos silíceos con vegetación pionera, los prados de siega pobres de baja altitud, con dos especies interesantes de narcisos: Narcissus asturiensis y N. pseudonarcissus, y los bosques de ribera asociados a los ríos y arroyos, sobre todo los de aliso y fresno, que actúan como corredores ecológicos, dado su buen estado de conservación. Además, aunque de forma muy reducida, están presentes hayedos, abedulares, acebedas y tejedas, así como algunas masas de encinares con madroños, en la región Mediterránea. En las cumbres aparece como vegetación climácica una comunidad formada por enebros rastreros y arándanos, que se alternan con crestas desnudas, pastizales psicroxerófilos —fríos y secos—, cervunales y turberas.
La fauna se asocia a los diferentes tipos de hábitats descritos. Así en los mosaicos de pastizales y matorrales no es difícil observar aves características como perdiz pardilla, aguilucho pálido o curruca rabilarga.
La fauna forestal, que alterna su paso por el matorral con estancias más prolongadas en los bosques, es quizá la más llamativa, pues cuenta con la presencia del oso pardo y del urogallo cantábrico, que parece haber desaparecido de la parte leonesa. Otros mamíferos como los murciélagos ratonero bigotudo y ratonero bigotudo pequeño, aves como el abejero europeo y el pito negro, anfibios como la rana patilarga o invertebrados como los interesantes moluscos pulmonados Elona quimperiana y Geomalacus maculosus, e insectos como el ciervo volante, o la mariposa apolo completan la representación de especies destacadas ligadas al bosque.
En los roquedos se encuentran especies rupícolas como la chova piquirroja, la lagartija serrana, o el murciélago pequeño de herradura, refugiado en cavidades naturales o artificiales, y en los medios fluviales se ha detectado la presencia de desmán ibérico, lagarto verdinegro y bermejuela.
En los dossieres de protección de las zonas incluidas en Los Ancares se han listado como especies de interés cinco líquenes, musgos y helechos, 29 plantas, cuatro moluscos, un crustáceo, siete insectos, dos peces, once anfibios, siete reptiles, 95 aves y 25 mamíferos.
Toda la subcuenca hidrográfica del río Ancares está declarada como de aguas trucheras. La trucha común es el pez más abundante, que comparte hábitat con bermejuelas y boga del Duero.

## Historia
La historia del topónimo y de la región a la que se refiere van muy ligadas a la geografía, a la ecología y la etnografía del entorno más o menos próximo al valle de Ancares; pero los límites últimos de esta región obedecen a razones administrativo-políticas.
En el Catastro de Ensenada, llevado a cabo desde 1749, las poblaciones de Candín, Pereda, Suertes, Espinareda de Ancares, Tejedo, Lumeras y Villasumil figuran como parte de la jurisdicción de realengo «Valle de Ancares», perteneciente al partido de Ponferrada. Según Pascual Madoz, el valle de Ancares formaba parte del partido judicial de Villafranca del Bierzo y comprendía las localidades de Candín, Pereda, Sorbeira, Villasumil, Suertes, Espinareda, Tejedo, Lumeras, Villarbón, Balouta y Suárbol. Sus habitantes se dedicaban al comercio de, entre otros, cera, aguardiente, pescados y sardinas por las ferias y mercados de la provincia. Producía ganado vacuno y lanar, además de legumbres, patatas, centeno y lino. La industria consistía en varios molinos harineros y varios telares de lana y lino.
Desde entonces y hasta la segunda mitad del siglo XX el nombre hizo referencia únicamente a la sierra y al valle de la vertiente leonesa, como atestiguan el río, el propio valle, y localidades del municipio de Candín como Tejedo, Pereda o Espinareda, todos ellos con el topónimo en sus nombres. Las razones de su ampliación a las zonas próximas, tanto en León como en Galicia y Asturias no son conocidas en detalle pero probablemente estén relacionadas con disposiciones oficiales que han afectado a la comarca.  Entre otros factores, el autor Julio Álvarez Rubio considera que la empresa maderera gallega Vila Riestra de Los Ancares contribuyó a extender la denominación «Los Ancares» al concejo de Cervantes, donde estaba implantada.
En 1966 se creó en el término municipal lucense de Cervantes una reserva de caza con el nombre de «Reserva Nacional de Caza de Ancares (Lugo)». En 1971 la vertiente leonesa de la sierra de Ancares fue declarada «Paisaje Pintoresco», y al año siguiente, en octubre de 1972, en el BOE se publicó el decreto por el que se declaraba también «Paisaje Pintoresco» la sierra de Picos de Ancares, en la provincia de Lugo. Posteriormente, en 1973 se creó la «Reserva Nacional de Caza de Los Ancares Leoneses (León Oviedo)» en los municipios de Candín, Valle de Finolledo, Vega de Espinareda, Villafranca del Bierzo, Fabero, Peranzanes e Ibias. Entre 1977 y 1980 se realizó el inventario abierto de «Espacios naturales de Protección Especial» llevado a cabo por el ICONA y la Dirección General de Urbanismo que adscribió 13 000 ha a los Ancares lucenses y 37 000 a los leoneses. Más tarde, de 1989 a 1997 entraron en vigor las leyes de caza autonómicas por lo que la de Los Ancares Leoneses se segregó en dos Reservas Regionales de Caza y la de Lugo pasó a denominares «Os Ancares».
Posteriormente, en 1991 se incluyó la sierra de Ancares en el Plan de Espacios Naturales Protegidos de Castilla y León y en 1992 se inició el Plan de Ordenación de los Recursos Naturales de la Sierra de Ancares que afectó a los municipios de Candín, Fabero, Páramo del Sil, Peranzanes y Vega de Espinareda, y que fue ampliado en el año 2000 a los municipios de Villablino y Palacios del Sil, incluyendo así el Lugar de Interés Comuniario «Sierra de Ancares-Alto Sil». En 2002 pasó a denominarse «Espacio Natural de la Sierra de Ancares (León)» y en 2006 apareció como «Espacio Natural de Sierra de Los Ancares» cambiándose en esta disposición oficial hasta el nombre de la propia Sierra.
En Galicia se menciona oficialmente la «Comarca dos Ancares» desde 1995, aunque al menos un año antes ya se hablaba de Os Ancares como la parte de esta región incluida en Lugo. En 2001 se inició el procedimiento de elaboración del Plan de Ordenación de Recursos Naturales del «Espacio Natural Protegido Ancares-Courel» incluyendo los municipios de Becerreá, Cervantes, Folgoso de Caurel, Incio, Navia de Suarna, Los Nogales, Piedrafita del Cebrero, Puebla del Brollón, Quiroga, Samos, Triacastela y Ribas de Sil.
Según el etnógrafo Joaquín Rodríguez Campos los habitantes gallegos de Cervantes y Navia de Suarna siempre llamaron ancareses a los habitantes del otro lado de la Sierra, en sinonimia de leonés de esa zona; a los asturianos de Ibias el nombre ancarés les resultaba totalmente extraño, llamando así tanto a gallegos como leoneses de la zona. Apunta también que el topónimo Ancares, aun siendo relativamente reciente para nombrar tanto sierra como región, ha sido de gran acierto y rápidamente se ha extendido, sobre todo a partir del momento en que la Administración destinó fondos para la comarca. Esta última afirmación es corroborada por el escritor Francisco Pérez Caramés quien hizo notar que el topónimo debía tener una atracción especial pues tras denominar así las reservas de caza el nombre se extendió a toda una región geográfica.

## Demografía

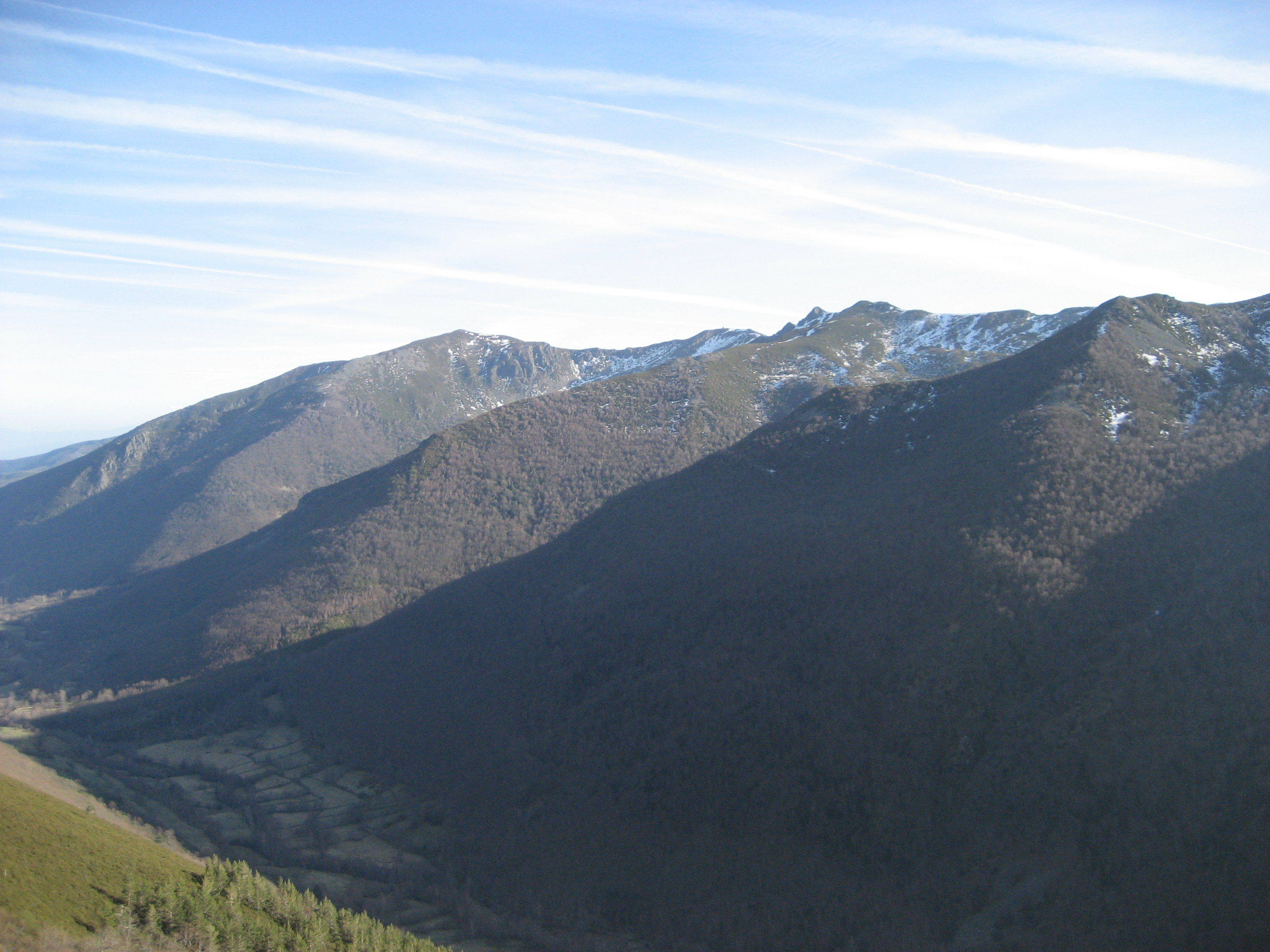
Valle de Ancares desde el puerto del mismo nombre

La pirámide poblacional se encuentra invertida debido, sobre todo, a la emigración campo-ciudad.
En los últimos tiempos se observa una tendencia a recuperar las casas, por parte, sobre todo, de descendientes de esos mismo pueblos, utilizándolas, en su gran mayoría como segunda residencia. La vivienda típica y tradicional de la zona es la palloza.
Muchos pueblos fueron abandonados en el último tercio del siglo XX y aunque hay algún intento por recuperarlos (el caso de Villarbón) no dejan de ser casos muy concretos.

## Economía
Es tradicional el cultivo de la berza con el que se elabora el caldo ancarés. La ganadería ha tenido mucha importancia en la economía de la comarca, tanto en la obtención de productos cárnicos como lácteos.
Los habitantes de valle de Fornela tienen fama de buenos comerciantes, dedicándose en el pasado muchos de ellos al comercio con los valles y regiones vecinas, probablemente obligados por los pobres rendimientos de la agricultura (poca tierra y de mala calidad). Esta actividad económica decayó con el declive de la venta ambulante.
A principios del siglo XX hubo una importante actividad maderera en la sierra, sobre todo en las zonas de Ancares, Burbia y Cervantes. Entre las compañías que se dedicaron a la explotación forestal de la sierra de Ancares destaca Vila Riestra de Los Ancares, con sede en el lugar Os Cabaniños del municipio de Cervantes, que construyó amplias infraestructuras, incluido un teleférico de once kilómetros de longitud que cruzaba todo el municipio hasta la aldea de O Portelo (Balboa) en el límite con León, de donde se llevaban la madera en camiones hasta Villafranca del Bierzo.
La minería y la siderurgia también fueron importantes en el pasado. La primera referencia a la extracción del hierro en la zona es una mención a los
«diezmos del hierro de Ancares» del obispado de Astorga, aunque no se conoce ninguna otra información oral o escrita sobre la actividad siderúrgica hasta la fundación de una herrería en 1788 en Tejedo de Ancares, seguida poco después por otra en la parroquia de Rao (Navia de Suarna), propiciadas por las políticas proteccionistas de Carlos III.

## Arquitectura tradicional

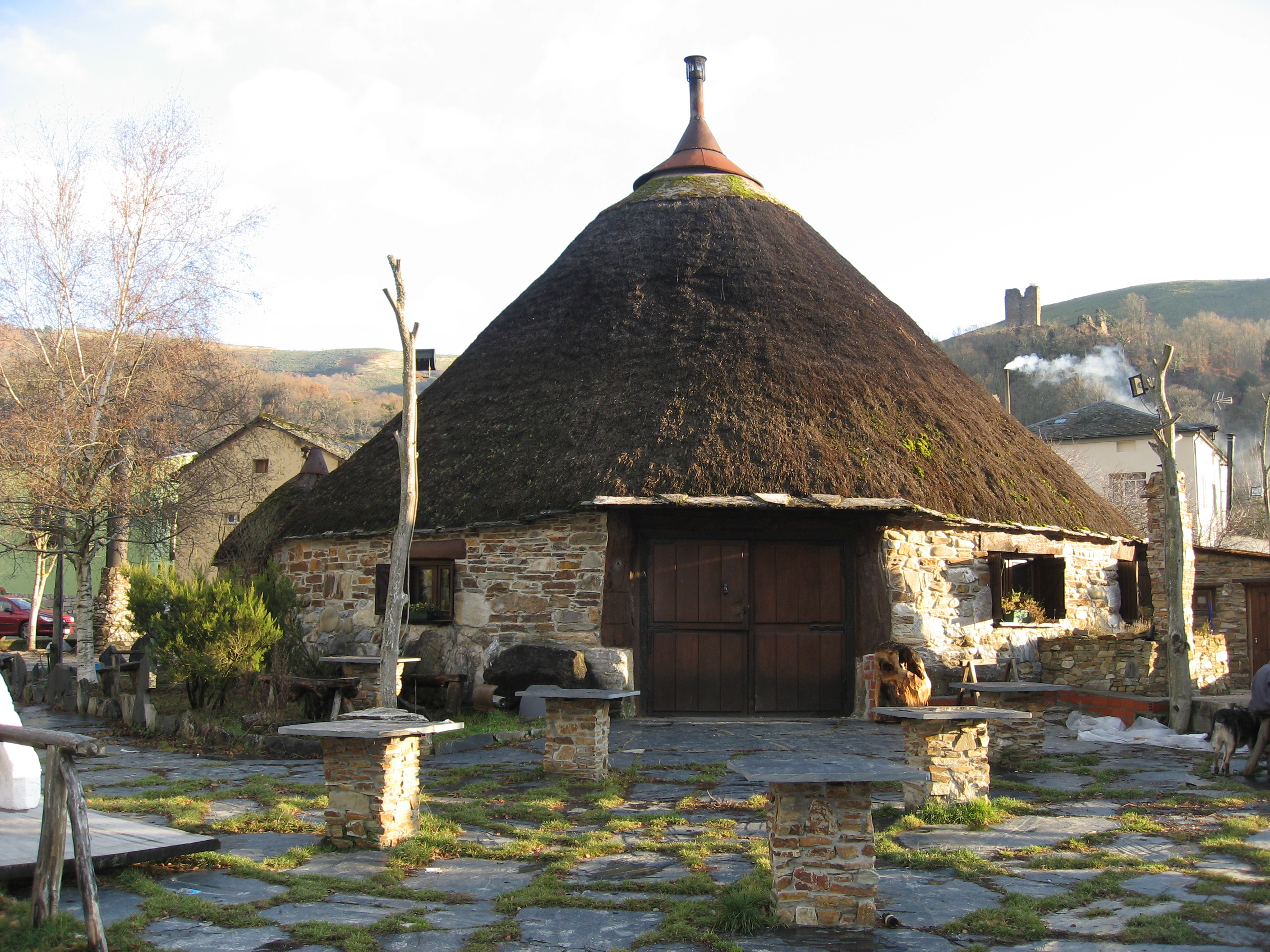
Palloza municipal en Balboa. Se utiliza como bar y restaurante

Sobresale una construcción típica que es la palloza (también conocida como pallouza y pallaza). Son típicos también los hórreos.